# Picdump
Ein Picdump ist eine – oft thematische – Sammlung von Bildern im Internet. Der Begriff ist ein Kofferwort aus pic (Abkürzung von englisch picture = ‚Bild‘) und dump (englisch für ‚abladen‘). Der Begriff ‚Picdump‘ wird überwiegend im deutschsprachigen Internet verwendet, wohingegen im englischen mehr von Lists oder Galleries gesprochen wird.

## Inhalte
Häufig haben die Bilder einen Bezug zu tagesaktuellen Themen wie Politik oder andere Dinge, die die Netzgemeinde bewegen – oft handelt es sich dabei um lustige, aber auch teilweise beeindruckende Bilder. So gab es beispielsweise nach dem Erscheinen des Films Thor eine große Anzahl an Bildern, in die das Bild des Hauptdarstellers und kurze prägnante Schriftzüge montiert wurden.

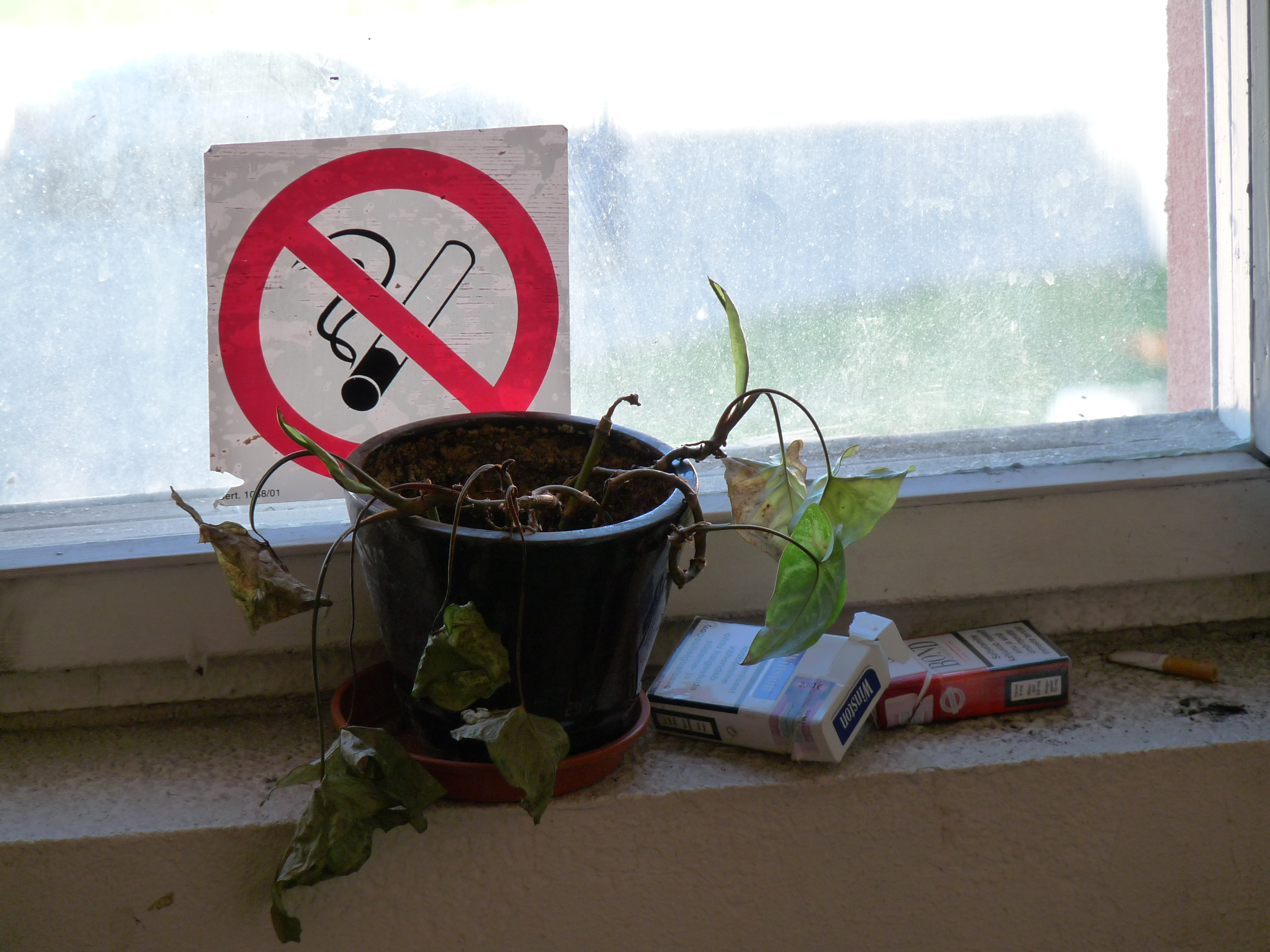
Typisches Beispiel für ein „Fail“-Bild

Eine spezielle Form des Picdumps sind solche, die wie das Fail Blog Bilder sammeln, die auch Fails genannt werden – in extremen Fällen auch Epic Fail (englisch für ‚unglaubliches Versagen‘). Meist leben sie vom Gefühl des Fremdschämens, es werden oftmals Menschen in peinlichen Situationen dargestellt.

## Ursprung
Die Ursprünge der PicDumps (umgangssprachlich auch als Dumps bezeichnet) liegen aller Wahrscheinlichkeit nach in den Internetforen in der Mitte der 1990er Jahre. Obwohl die meisten Internetforen themenbezogene Inhalte bieten, gab es dort oft auch sogenannte Off-topic-Sektionen. Hier konnten die Nutzer zu allen möglichen Themen diskutieren, die nicht zum eigentlichen Themenspektrum des Diskussionsforums gehörten. In vielen Foren gab es auch Unterhaltungen, in denen die User abwechselnd lustige Bilder veröffentlichten, bis daraus riesige Sammlungen geworden waren. Später entstanden ganze Boards, die nur zu diesem Zweck bestanden. Zu diesen gehört beispielsweise die englischsprachige Website 4chan oder Krautchan, welche zur Gruppe der sogenannten Imageboards gehören.